# 香港警察總部

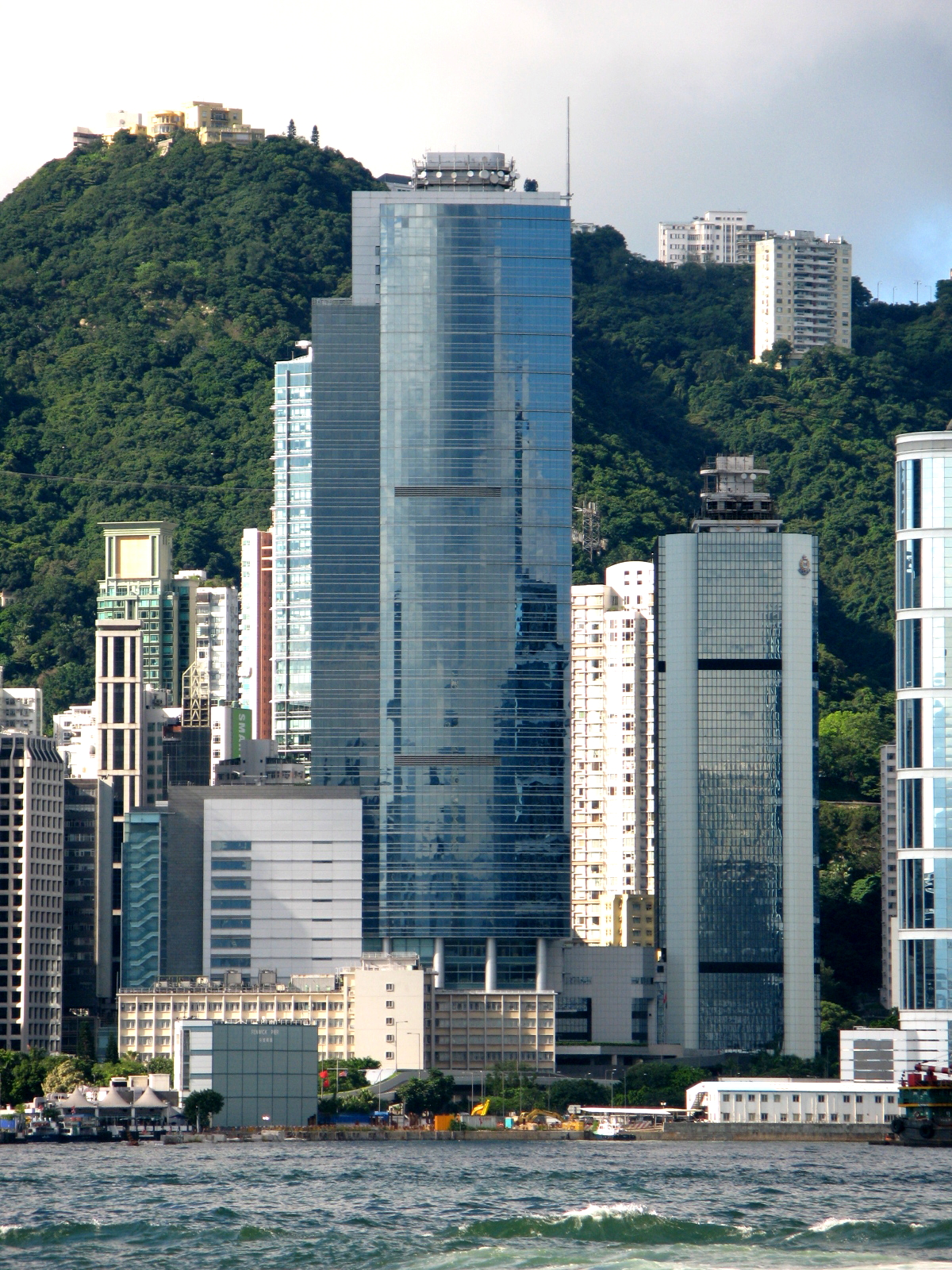
香港警察總部樓群

香港警察總部（英語：Hong Kong Police Headquarters）為香港警務處的總部，位於香港香港島灣仔軍器廠街1號，由3座大樓組成，分別為樓高6層的東翼、樓高33層高的西翼，以及樓高42層連4層地庫的主樓。於2023年，總部有8,118名警務人員和2,172名文職人員駐守。

## 歷史
1864年，位於荷李活道與雲咸街交界的舊中區警署建成，成為香港警隊首座總部。第二次世界大戰後初期，警察總部改設於干諾道中的東方行。
1950年8月，政府撥出灣仔軍器廠街的新填海土地供警隊興建新總部，以取代接收日本敵產的東方行。警察總部擴建，包括興建堅偉大樓與水警署，由聯聲公司承建，建築費用為304萬港元。堅偉大樓（Caine House，紀念香港警隊創辦人威廉堅）率先於1952年建成。1954年8月，警察總部所有新大廈已經全部落成，並自9月15日至9月21日期間，隸屬於警務處的十個較重要的部門陸續遷移至新建的堅偉大樓，翌日起開始辦公。而樓高20層的梅理大樓（May House，紀念首任警察隊長查理士·梅理）於1973年5月1日落成。直到1987年9月，警隊拆卸警察總部內的已婚警員宿舍，1993年12月推動《軍器廠街警察總部範圍發展計劃》分兩期興建兩幢大樓：警政大樓（現為警政大樓東翼）於1990年啟用，1990年9月22日命名，西翼於1996年啟用。

### 沿革
鑑於梅理大樓的設施日漸老化，警隊因此於1997年4月23日向臨時立法會工務小組委員會提交耗資2.3億港元的翻新建議，被委員會認為不符合經濟效益，並且要求考慮就警察總部制訂長遠的重建計劃。經過多番研究，警隊和臨時立法會認為，於2002年首季拆卸梅理大樓及舊停車場重建，及保留兩座落成不久的警政大樓，最為可行及符合經濟效益。重建計劃不僅預計為警隊每年節省約3,400萬港元的租金，並且計劃在工程完成後重新發展堅偉大樓與灣仔警署。
新綜合大樓（即主樓）於2002年首季動工，於2004年竣工，耗資20億8,000萬港元。2005年3月12日，新大樓由署理行政長官曾蔭權、保安局局長李少光及警務處處長李明逵主持落成、開幕及啟用儀式，命名為警政大樓；於1990年落成的警政大樓易名為警政大樓東翼。

## 設施
重整後，警政大樓作為警察總部各主要單位使用的高座辦公大樓，樓高206米，分為47層，設有200席的多用途禮堂、300席的演講廳、室內練靶場等設施；低座設有警察牌照課、傳媒招待室、防止罪案科展覽室及招募組接見室等便民設施，同時是灣仔分區警署使用的辦公大樓；警政大樓西翼作為警察總部刑事總部使用的辦公大樓，而東翼則作為警察總部其他單位的辦公大樓；原有的堅偉大樓則闢作港島總區及港島衝鋒隊總部。

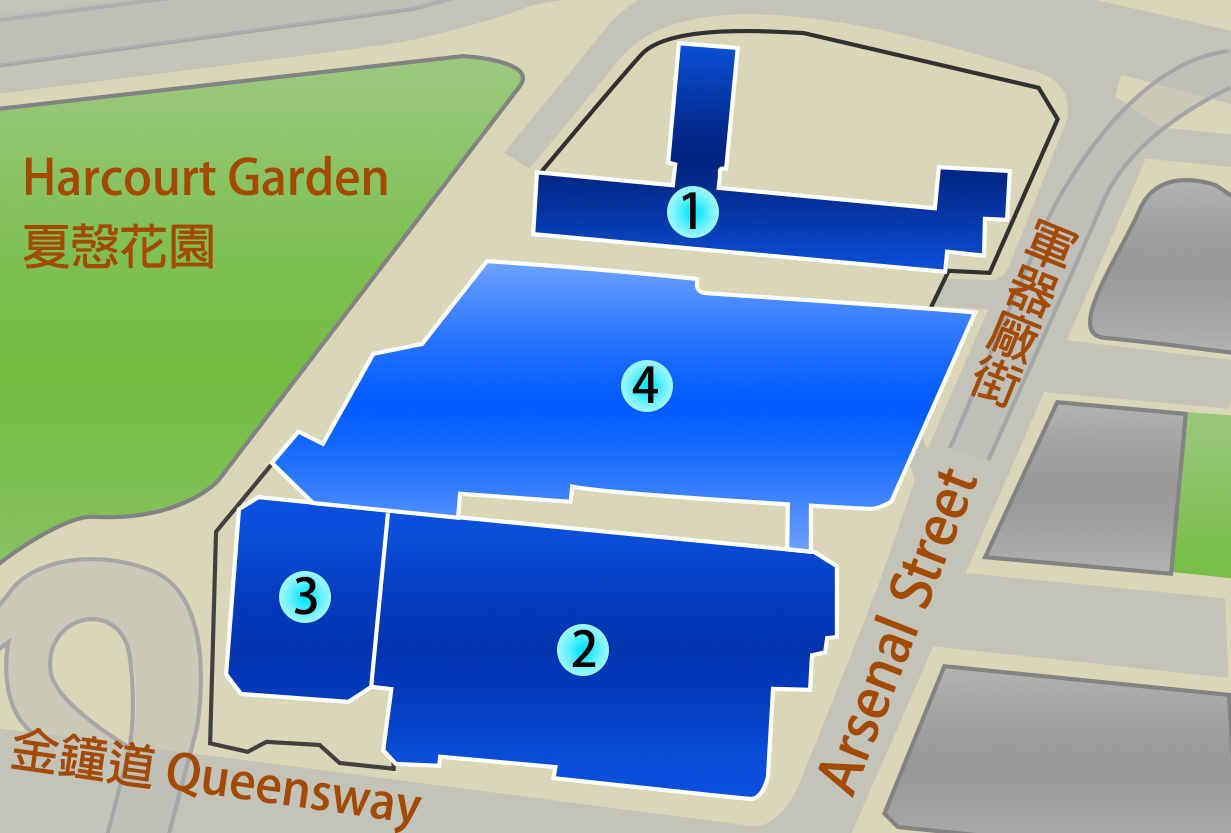
1.堅偉大樓（1952年建成）
2.警政大樓東翼（1990年建成，前稱警政大樓）
3.警政大樓西翼（1996年建成）
4.警政大樓主樓（2005年建成）

大樓內設有網絡專線連接深圳市中级人民法院，可供疑犯透過視像作供。

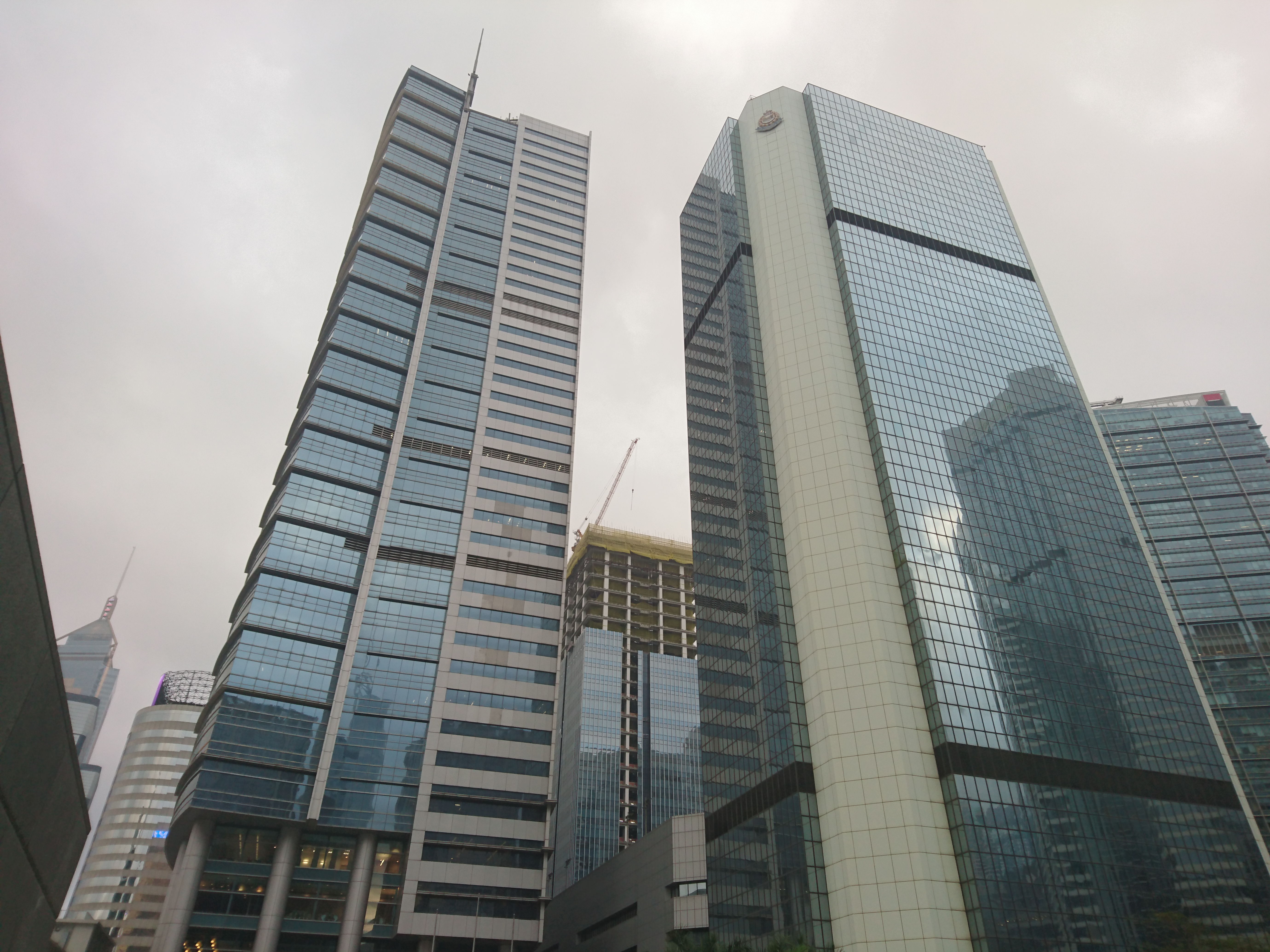
警政大樓主樓（左）及西翼（右）
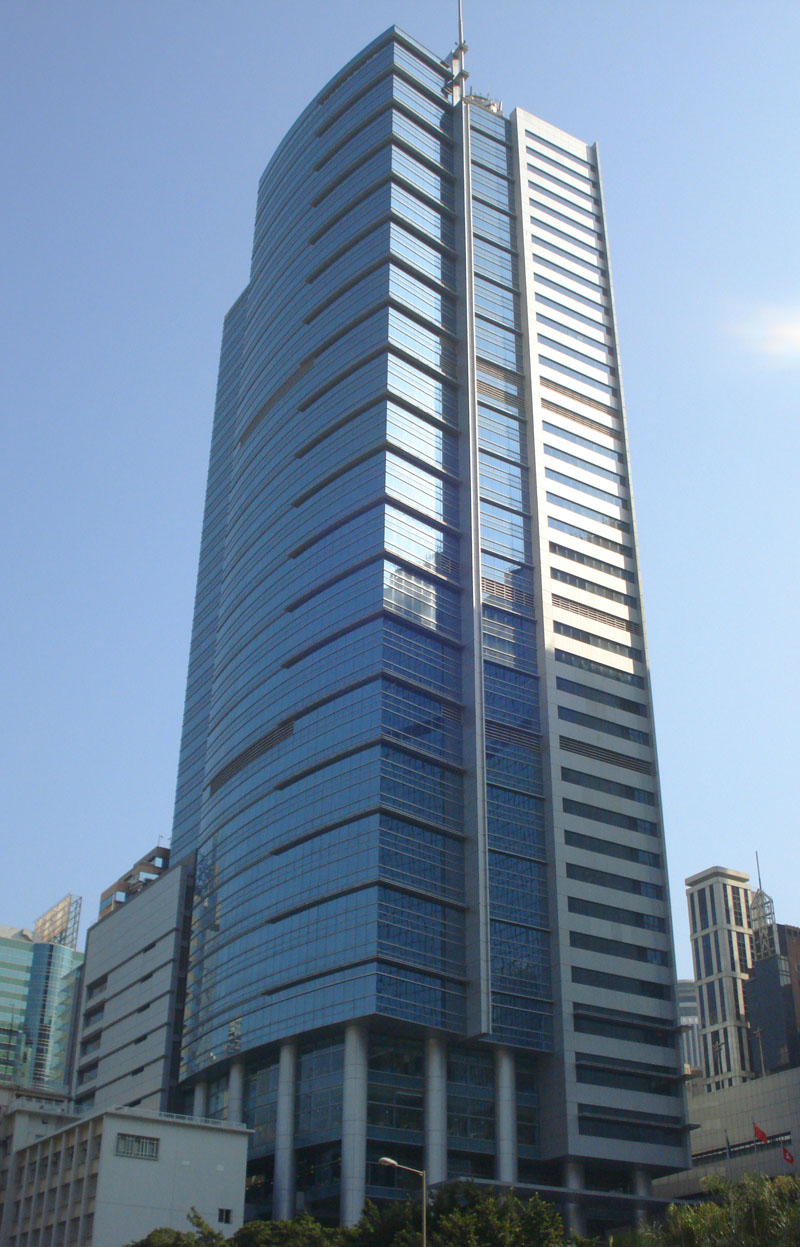
警政大樓主樓
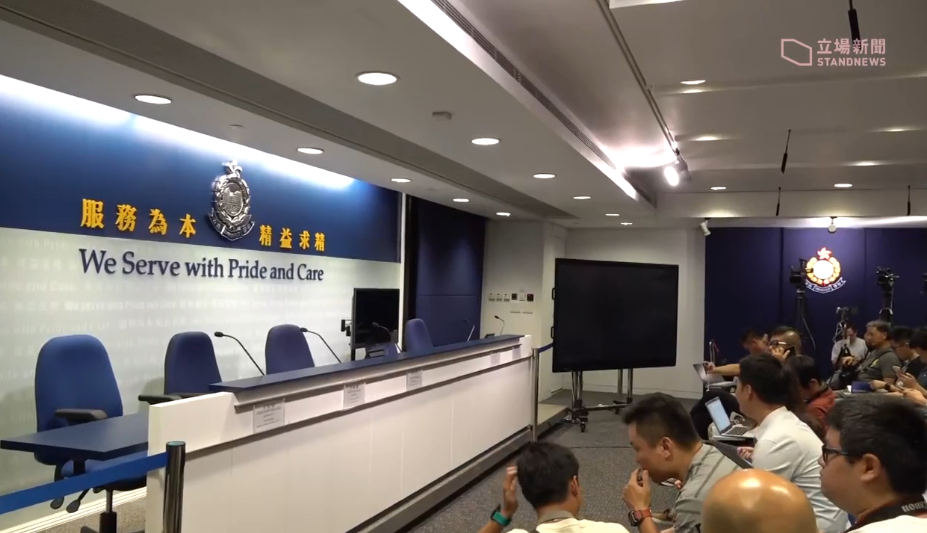
警察總部記者室
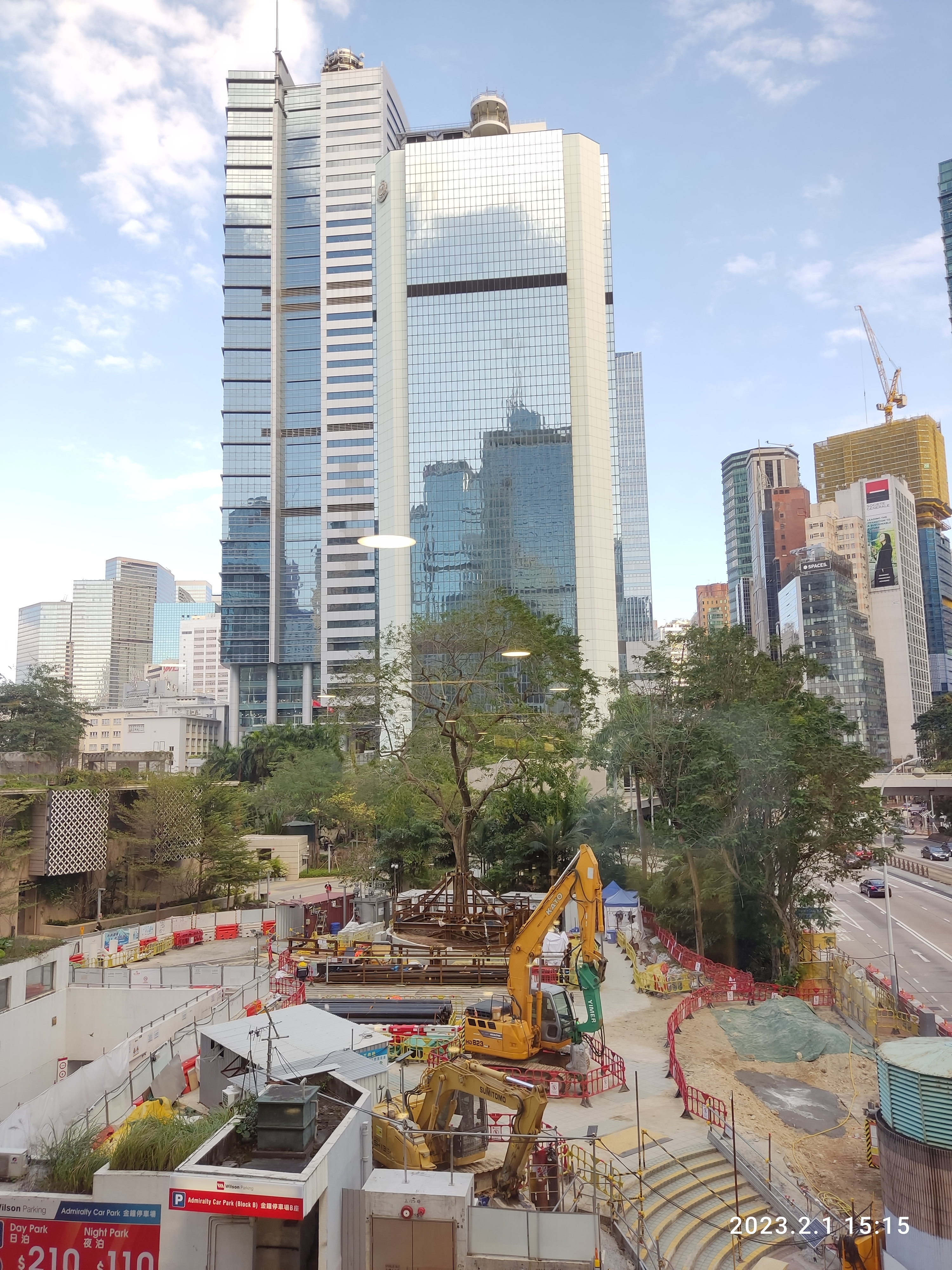
警政大樓西翼（中）
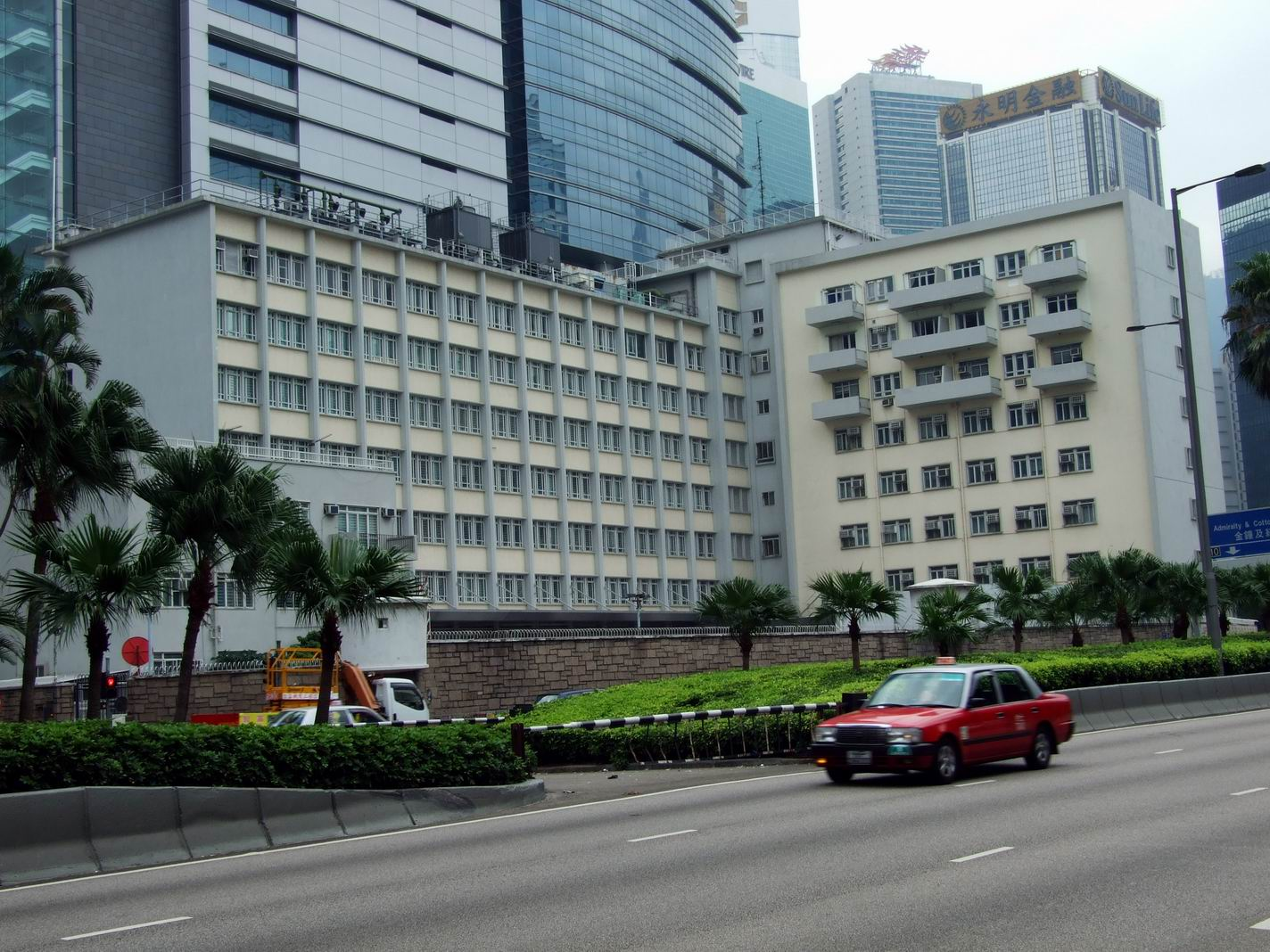
堅偉大樓

## 外部連結
- 梅理大樓功成身退 （页面存档备份，存于）《警聲》第678期，2000年5月10日
- 警察總部重建計劃 引領警隊邁進二十一世紀 （页面存档备份，存于）《警聲》第678期，2000年5月10日
- 梅理大樓的照片 （页面存档备份，存于）《警聲》第678期（英文版），2000年5月10日
- 特寫－警察總部 （页面存档备份，存于）《警聲》第782期，2004年8月25日
- 警察總部梅理大樓 skyscraperpage 介绍页 （页面存档备份，存于）
- 警察總部警政大樓 skyscraperpage 介绍页 （页面存档备份，存于）